# موتور شهدوست نارویی
موتور شهدوست نارویی یک منطقهٔ مسکونی در ایران است که در دهستان جلگه چاه هاشم واقع شده‌است. موتور شهدوست نارویی ۱۵ نفر جمعیت دارد.